# 加德纳斯湾
加德纳斯湾（英語：Gardiners Bay）是大西洋的一個小海灣，在美國紐約州長島東端的南叉半島和北叉半島之間，長約10英里（16公里），寬8英里（13公里）。 它的東部邊界是加德納斯島，與布洛克島海峽相連。

## 外部連結
- Nautical chart of Gardiners Bay （页面存档备份，存于）